# Oxyethira warramunga
Oxyethira warramunga är en nattsländeart som beskrevs av Wells 1985. Oxyethira warramunga ingår i släktet Oxyethira och familjen smånattsländor. Inga underarter finns listade i Catalogue of Life.